# ニメスリド
ニメスリド（Nimesulide）は、比較的選択的にCOX-2を阻害する非ステロイド性抗炎症薬（COX-2選択的NSAID）で、鎮痛解熱作用を有する。その化学構造にスルホンアミド基を有する化合物である。複数の作用機序を有し、効果発現までの時間が短いといわれるが、主にはプロスタグランジンの合成阻害による疼痛・炎症の軽減が機序である。肝毒性のため、多くの国で使用禁止とされている。

## 効能・効果
ニメスリドは日本では承認されていない。
海外では急性疼痛や原発性月経困難症（生理痛）、変形性膝関節症の治療に処方されることがあるが、関節痛などの慢性疼痛に長期使用することは許されない。ニメスリドは肝毒性を持っており、劇症肝不全などの肝障害を引き起こすからである。

## 副作用
15日間以上ニメスリドを継続して服用すると、以下のような副作用が出る。
- 下痢
- 嘔吐
- 発疹
- 瘙痒（痒み）
- 目眩
- 口内苦味

胃腸系に対するニメスリドの副作用は他のNSAIDsと同程度であるとの意見がある。
ニメスリドは妊婦には禁忌である。授乳中には注意して服用すべきである。
肝毒性が強いので、ニメスリドはスペイン、フィンランド、ベルギー、アイルランドで販売が中止された。

## 薬物動態
ニメスリドは服用後速やかに体内に吸収され、4-ヒドロキシニメスリド（恐らくは活性代謝物）に代謝される。
食後に服用すると薬物動態学的に悪い影響がある。薬物動態には性差があり、また高齢者では動態が悪化する。
肝障害を持つ患者や重度の腎機能障害を持つ患者には禁忌であるが、中程度以下の腎機能障害では用量調節の必要はないとされる。
ニメスリドは作用が見られるまでの時間が速く、服用後15分以内に疼痛および炎症を軽減する。
ニメスリドの作用機序は複雑で、多くの炎症メディエーター―プロスタグランジン（COX2経由）、フリーラジカル、蛋白分解酵素、ヒスタミンなど―に作用する。消化管に対する副作用は少ないことが臨床的に知られている。

## 開発の経緯
1985年にイタリアで発売されたあと、フランス、ポルトガル、ギリシャ、スイス、ベルギー、ロシア、タイ、ブラジルなど50か国以上で販売された。米国では承認申請されず、販売されていない。日本でも販売されていない。

## 安全性

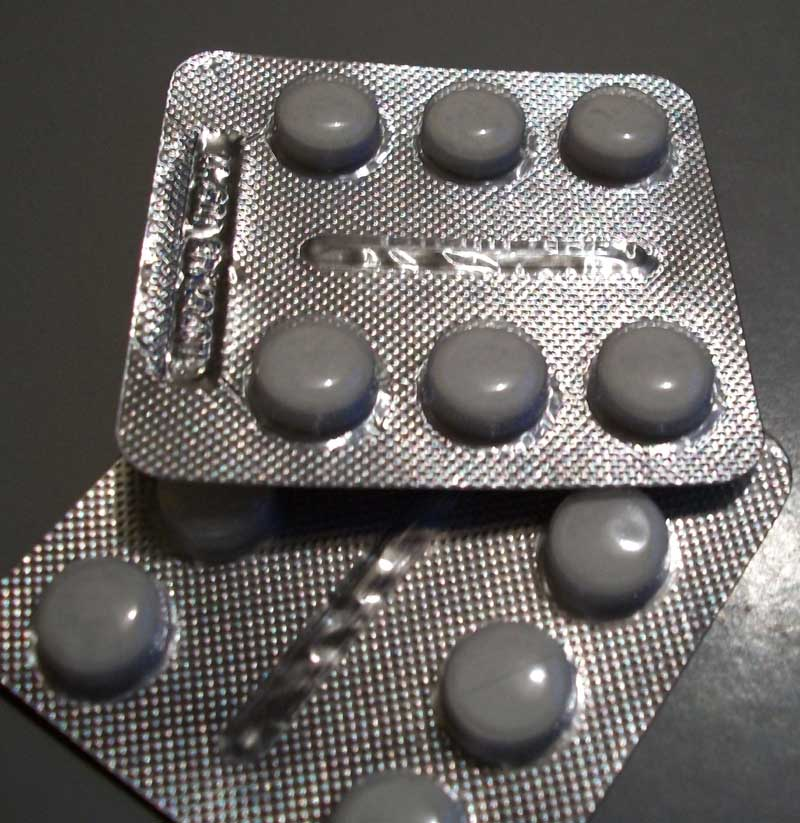
100mgニメスリド錠

錠剤、散剤、口腔崩壊錠、局所塗布用ゲルが流通している。
肝毒性が強いため、米国、英国、カナダ、スウェーデン、デンマーク、日本、インド、豪州、ニュージーランドを含む170以上の国で使用が禁止されている。
欧州医薬品庁（EMA）は2011年に、ニメスリドの全身投与の利益は副作用の危険を上回るが、急性疼痛と原発性月経困難症のみに限るべきであると結論した。この資料では、疼痛性関節痛に用いてはならないとされている。
カナダでは承認されていないが、旅行者が持ち込んだりインターネット経由で入手できるので、カナダ保健省は2008年6月にニメスリドを含む「第三世代ホメオパシー関節炎治療薬」について注意喚起した。

## 各国の対応

### インド
ニメスリドの副作用に関する報告がいくつも寄せられ、2011年2月、インド新聞は保健家族福祉省がニメスリドの小児への使用を禁止することを最終決定したと伝えた。2011年3月からは、ニメスリド製剤の効能・効果には12歳以下の小児は含まれていない。
2011年9月、マドラス高等裁判所は小児用のニメスリドとフェニルプロパノールアミン製剤の販売許可を取り消した。

### 欧州医薬品庁（EMA）
2007年9月に、EMAはニメスリドの肝障害に関する検討結果を公表した。EMAはニメスリドを投与することの利益は副作用の危険を上回るものの、患者が肝障害の危険について理解し、服用を最低限に留めるべきだとした。またEMAは、ニメスリドの服用を最長15日に制限した。2011年には適応を急性疼痛と原発性月経困難症のみに限るべきであると結論した。

### アイルランド医薬品委員会（IMB）
アイルランド医薬品委員会（IMB）はニメスリドを国内市場から撤退させることを決定し、EUのヒト用医薬品委員会（CHMP）に利益・危険評価を更新するよう通達した。この決定は、国内で肝障害の事例が1999年から2006年の間に6例報告されたことにもとづく。

### 収賄
2008年5月、イタリアの日刊紙コリエーレ・デラ・セラ他の報道機関が、イタリアの医薬品規制当局（AIFA）の高官が製薬企業の従業員から賄賂を受け取っている処を警察が撮影したと報道した。賄賂は数種類の医薬品を医薬品監視の目から逃れさせることを目的に支払われた。調査の結果、2005年から実施された監視結果のいくつかが嘘である疑いが浮上した。この事件で8人が逮捕された。ニメスリドは名目上は流通に大きな制約が課されているものの、医師の処方箋があれば薬店で容易に入手できる。